# Водородная заправочная станция
Водородная заправочная станция – оборудование для заправки водородом или водородной смесью HCNG транспорта на шоссе или дома. Топливо обычно отпускается в килограммах.

## Типы заправочных станций
Водородные заправочные станции можно разделить на три типа:
- Мобильные
- Стационарные
- Домашние

Мобильные станции предназначены для заправки техники в местах, где нет другой водородной инфраструктуры. Например, военной техники, выставочных образцов и т.д.
Стационарные станции предназначены для продажи водорода, произведённого на самой станции, или в другом месте. Некоторые из них располагаются на химических производствах, где производят водород, или получают водород в виде побочного продукта основного производства.
Домашние заправочные станции создаются как решение проблемы отсутствия водородной инфраструктуры. Они могут производить 200 – 1000 кг водорода в год, что достаточно для заправки 1-5 автомобилей в сутки. Водород может производиться электролизом воды в ночное время. Это позволит сгладить пики потребления электроэнергии.
Honda испытывает свою бытовую установку под названием Домашняя энергетическая станция Honda. Установка в бытовых условиях производит водород из природного газа. Часть водорода используется в топливных элементах для производства тепловой и электрической энергии для дома. Оставшаяся часть водорода используется для заправки автомобиля.
Аналогичные разработки ведутся:
- Toyota совместно с Aisin Seiki Co. с 2001 года. Начало продаж запланировано на 2008 г. Домашняя система Toyota получает водород из природного газа, сжиженного нефтяного газа, или керосина. Toyota прогнозирует, что цена домашней энергетической установки составит около $4100.
- General Motors разрабатывает домашнюю систему для заправки водородных автомобилей. GM надеется, что домашние заправочные станции поступят в продажу в 2011 году, когда начнутся поставки автомобилей на водородных топливных элементах.

Британская компания ITM Power Plc разработала и испытала в 2007 г. бытовой электролизёр для производства водорода. Водород производится ночью, что позволит сгладить пики потребления электроэнергии. Электролизер мощностью 10 кВт производит из воды водород, и хранит его под давлением 75 бар. Произведённого  водорода достаточно для 40 км пробега битопливного (водород/бензин) Ford Focus. Компания планирует начать производство бытовых электролизеров в начале 2008 г. ITM Power достигла уровня себестоимости электролизеров $164 за 1 кВт.

## Топливо
Подавляющая часть водородных заправочных станций продаёт газообразный водород.
Из общего количества заправочных станций, построенных 2004—2005 году, всего 8 % работают с жидким водородом, остальные — с газообразным.
Ставку на жидкий водород сделала BMW. Её битопливный (водород/бензин) BMW hydrogen 7 работает на жидком водороде.
Председатель совета директоров и главный управляющий General Motors Рик Вагонер (Rick Wagoner) также считает жидкий водород более перспективным. General Motors на свой прототип HydroGen3 (Opel Zafira) устанавливает два бака: один для  газообразного водорода, другой для жидкого.

## Время заправки
Современное оборудование позволяет заправлять транспорт водородом за 3 (складской погрузчик) - 5 (легковой автомобиль) минут, что сопоставимо с временем заправки бензинового транспорта.
Компания Linde AG разработала технологию заправки автомобиля водородом за три минуты .

## Распространение
В мае 1999 года в Мюнхенском аэропорте начала работу первая заправочная станция на территории ФРГ (она принадлежала компании "БМВ" и использовалась для заправки экспериментальных автомобилей БМВ и автобусов MAN).
К концу 2006 года во всём мире функционировало более 140 стационарных водородных автомобильных заправочных станций. Из них было 46% сконцентрировано в Северной Америке (США + Канада). К концу 2008 года количество заправочных станций выросло до 175. Планировалось строительство 108 заправочных станций. По состоянию на конец 2006 года в РФ не было водородных заправочных станций.
К 2019 году в Азии действовало 179 заправочных станций, в Европе 177 заправочных станций , в США 54, в Канаде 8 заправочных станций, в РФ 3.
По состоянию на начало 2025 в РФ насчитывается 5 заправочных станций.

## Заправочные станции в РФ
Первую полностью отечественную заправочную станцию на основе локализованного электролизера с протонпроводящей мембраной представили 19 сентября 2023 на конференции «Топливные элементы и энергоустановки на их основе», которая проходила на базе Института физики твердого тела имени Ю.А. Осипьяна Российской академии наук (ИФТТ РАН). Заправочная станция, рассчитанная на давление до 350 атмосфер собрана в Черноголовке. Было показано модульное устройство заправочной станции, состоящей из собственно модуля заправки, генератора водорода на основе локализованного и электролизера на протоннобменной мембране и промежуточного накопителя. Самая первая водородная заправочная станция появилась ранее в черноголовском Центре компетенций НТИ «Новые и мобильные источники энергии» при ФИЦ ПХФ и МХ РАН (тогда – ИПХФ РАН), однако сама заправка была построена в Германии по техническому заданию Центра компетенций, а электролизный блок изготовили в «Поликоме». Представленная 19 сентября 2023 заправочная станция – полностью отечественного производства.
В 2024 году был представлен испытательный стенд технологий компримированного хранения водорода при высоком давлении в арктическом контейнерном исполнении с возможностью заправки автономной техники и транспортных средств для Международной арктической станции (МАС) «Снежинка»  в Приуральском районе Ямало-Ненецкого автономного округа, в зоне Полярного Урала.
16 июля 2024  запущен первый в России водородный полигон  в Сахалинской области. На площадке разместились системы хранения произведенного водорода, заправочный комплекс и солнечные панели, которые в большой степени обеспечивают энергоснабжение полигона. Участникам церемонии открытия продемонстрировали работу заправочной станции, транспорта и беспилотника на водородных топливных элементах.  
В состав водородной заправочной станции вошло следующие технологическое оборудование: 
– Компрессорное оборудование для сжатия водорода до давления 100МПа, производительность до 100 кг/сутки;
– Система хранения водорода высокого давления, 87,5 МПа;
– Система охлаждения водорода высокого давления, 100 МПа;
– Диспенсер 35 МПа;
– Диспенсер 70 МПа .
Один из главных российских водородных проектов, связанных с транспортом, — автомобиль Aurus Senat, представленный в октябре 2021 года ФГУП «НАМИ». По признанию его разработчиков, обратиться к водороду их заставило не только стремление к «зеленым» технологиям, но и ряд недостатков другого экологически чистого транспорта — электромобилей. Речь идет, в первую очередь, о небольшом пробеге после зарядки, который, по словам специалистов, не соответствует ожиданиям потребителей. На ноябрь 2022 года в стране работало всего три водородных заправки: в Москве, Дмитрове и Черноголовке. В октябре 2024 года на полигон в Дмитрове поставлен еще один водородный заправочный комплекс в автономном контейнерном исполнении, включающий диспенсеры на 35 и 70 МПа, производства АПА-КАНДТ СИБИРЬ.

## Размеры стационарных заправочных станций
Заправочные станции можно условно разделить по размерам:
- Малые – до 20 кг водорода в день – до 10 легковых автомобилей в день;
- Средние – 50-1250 кг водорода в день – до 250 легковых автомобилей или до 25 автобусов в день;
- Промышленные – 2500 кг водорода в день (и более) – до 500 легковых автомобилей или до 50 автобусов в день.

Малые и средние заправочные станции могут самостоятельно производить водород как электролизом воды, так и риформингом углеводородов (природный газ, керосин и т.д.).
В США стоимость водорода, произведённого электролизом воды на заправочной станции среднего размера, состоит на 58% из стоимости электроэнергии и на 32% из капитальных затрат. У малой заправочной станции в стоимости водорода на долю капитальных затрат приходится 55%, а на долю электроэнергии 35%. Данные на 2005 год.

### Потребление водорода
National Renewable Energy Laboratory (США) в своих расчётах использует среднюю дальность пробега легкового автомобиля 12000 миль в год (19200 км), потребление водорода - 1 кг на пробег 60 миль (96 км). Т.е. одному легковому автомобилю в год требуется 200 кг водорода, или 0,55 кг в день.

## Строение водородной заправочной станции
- риформер, или электролизёр;
- система очистки водорода;
- система хранения водорода;
- компрессор (для газообразного водорода);
- диспенсер для раздачи водорода конечным потребителям.

Стоимость оборудования для водородной станции оценивалась на 2008 год в сумму от 0.5 до 5 млн долларов США.

## Стандарты
Национальные, межгосударственные стандарты, связанные с разработкой, строительством и эксплуатацией автомобильных водородных заправочных станций относятся к компетенции Технического комитета по стандартизации Росстандарта  "Водородные технологии" (ТК 029). Техническое регулирование в области строительства водородных заправочных в Российской Федерации  обеспечивается серией национальных и межгосударственных стандартов, идентичных международным стандартам ИСО, которая включает в себя:
- ГОСТ Р ИСО 14687-1-2012 «Топливо водородное. Технические условия на продукт. Часть 1. Все случаи применения, кроме использования в топливных элементах с протонообменной  мембраной, применяемых в дорожных транспортных средствах»;
- ГОСТ Р 55466-2013/ISO/TS 14687-2:2008 Топливо водородное. Технические условия на продукт. Часть 2. Применение водорода для топливных элементов с протонообменной мембраной дорожных транспортных средств»;
- ГОСТ ISO 14687-3–2016 «Топливо водородное. Технические условия на продукт. Часть 3. Применение для топливных элементов с протонообменной мембраной стационарных установок»;
- ГОСТ Р ИСО 17268–2014 «Устройства соединительные для заправки наземных транспортных средств газообразным водородным топливом»;
- ГОСТ Р ИСО 26142–2013 «Приборы стационарные для обнаружения водорода;
- ГОСТ Р 55226–2012/ISO/TS 20100:2008 Водород газообразный. Заправочные станции».

Настоящие стандарты подготовлены  Некоммерческим партнерством "Национальная ассоциация водородной энергетики (НП НАВЭ)" на основе собственного аутентичного перевода международных стандартов ИСО на русский язык. Система национальных и межгосударственных стандартов для создания сети водородных заправочных станций и станций технического обслуживания водородных автомобилей содержит необходимые разрешительные документы для их строительства и организации эксплуатации парка водородных автомобилей, автобусов и автопогрузчиков с системами топливных элементов..